# Florentino Pérez Embid
Florentino Pérez Embid (12 de juny de 1918, Aracena, Huelva - 23 de desembre de 1974, Madrid), va ser un historiador, professor i escriptor espanyol. Llicenciat en Filosofia i Lletres, es va especialitzar en temes hispanoamericans. Va fundar l'Escola d'Estudis Hispanoamericans de Sevilla. A més, va ser catedràtic de Descobriments Geogràfics, primer a Sevilla i després a Madrid, i rector de la Universitat Internacional Menéndez Pelayo.

## Biografia
A part de la seva tasca docent, va ser director general d'Informació amb Gabriel Arias-Salgado, conseller nacional d'Educació, procurador a Corts, rector de la Universitat Menéndez Pelayo i president de l'Ateneu de Madrid entre 1951 i 1956, durant l'època franquista. Va pertànyer com a conseller de nombre al CSIC i va ser membre corresponent de l'Acadèmia de Belles Arts de Sevilla.